# Carsten Haitzler
 (août 2017).
Carsten Haitzler (né le 29 novembre 1975) est plus connu dans le monde du logiciel libre et Open Source comme Raster ou Rasterman. Il est ingénieur informatique australo-allemand d'origine germano-finnoise, plus connu comme ayant été à l'origine le créateur et le développeur de Enlightenment un gestionnaire de fenêtre sous Linux.

## Biographie
Carsten Haitzler est né au Nigeria d'un père allemand et d'une mère finlandaise, pour rentrer très tôt en Allemagne avec toute sa famille. Il y vit jusqu'à l'âge de 4 ans. Haitzler s'en va ensuite en famille en Australie, à Sydney, où il passe son diplôme de sciences de l'informatique à l'Université de Nouvelle-Galles du Sud. En 1997, Haitzler s'installe en Caroline du Nord, aux États-Unis, afin d'y travaille pour Red Hat, notamment pour développer CORBA, Xlib, GTK+, puis dans le but de travailler avec VA Linux Systems.
À Sydney, Haitzler a travaillé pour Fluffy Spider Technologies où il a raffiné, optimisé et commercialisé les librairies fondamentales d'Enlightenment 0.17, les  Enlightenment Foundation Libraries (EFL) (qui est un gestionnaire de fenêtres léger). Fluffy Spider Technologies utilise quelques EFL pour leur interface utilisateur graphique FancyPants.
Après avoir travaillé pour Morgan Stanley à Tokyo, il a travaillé pour Openmoko, et décidé qu'il s'agissait "d'un truc qui ne marcherait pas, donc j'ai abandonné le projet". Depuis 2010, Haitzler travaille pour la plate-forme Linux de Samsung, à Tizen.